# Deportação dos bálcaros
A deportação dos bálcaros foi a expulsão pelo governo soviético de toda a população bálcar da Ciscaucásia para a Ásia Central em 8 de março  de 1944, durante a Segunda Guerra Mundial. A expulsão foi ordenada pelo chefe do NKVD, Lavrenti Beria, após a aprovação do primeiro-ministro soviético Josef Stalin. Todos os 37.713 bálcaros do Cáucaso foram deportados de sua terra natal em um dia. O crime fazia parte de um programa soviético de assentamento forçado e transferência de população que afetou vários milhões de membros de minorias étnicas soviéticas não-russas entre as décadas de 1930 e 1950. Oficialmente, a deportação foi uma resposta à suposta colaboração com as forças de ocupação alemãs por parte dos bálcaros. Mais tarde, em 1989, o governo soviético declarou a deportação ilegal.

## Deportação
Lavrenti Beria chegou a Naltchik em 2 de março de 1944. Na madrugada de 8 de março de 1944, dois dias antes do planejado, a população bálcar recebeu ordens de se preparar para deixar suas casas. Toda a operação durou cerca de duas horas. Toda a população bálcar foi despejada sem exceção. Dezessete mil soldados do NKVD e quatro mil agentes locais participaram desta operação.
Em 9 de março, 37.713 bálcaros foram deportados em quatorze comboios de trem. Eles chegaram a seus destinos na República Socialista Soviética Cazaque e do Quirguistão em 23 de março. Após o fim da Segunda Guerra Mundial, os oficiais carachais e bálcaros do Exército Vermelho foram dispensados e mais tarde também deportados. Documentos oficiais soviéticos revelam que 562 pessoas morreram durante a deportação.
Muitos mais morreram durante os anos difíceis no exílio e nos campos de trabalho. No total, estima-se que sete mil e seiscentos bálcaros morreram como consequência da deportação, o que representa 19,82 por cento de todo o seu grupo étnico.

## Memória e legado

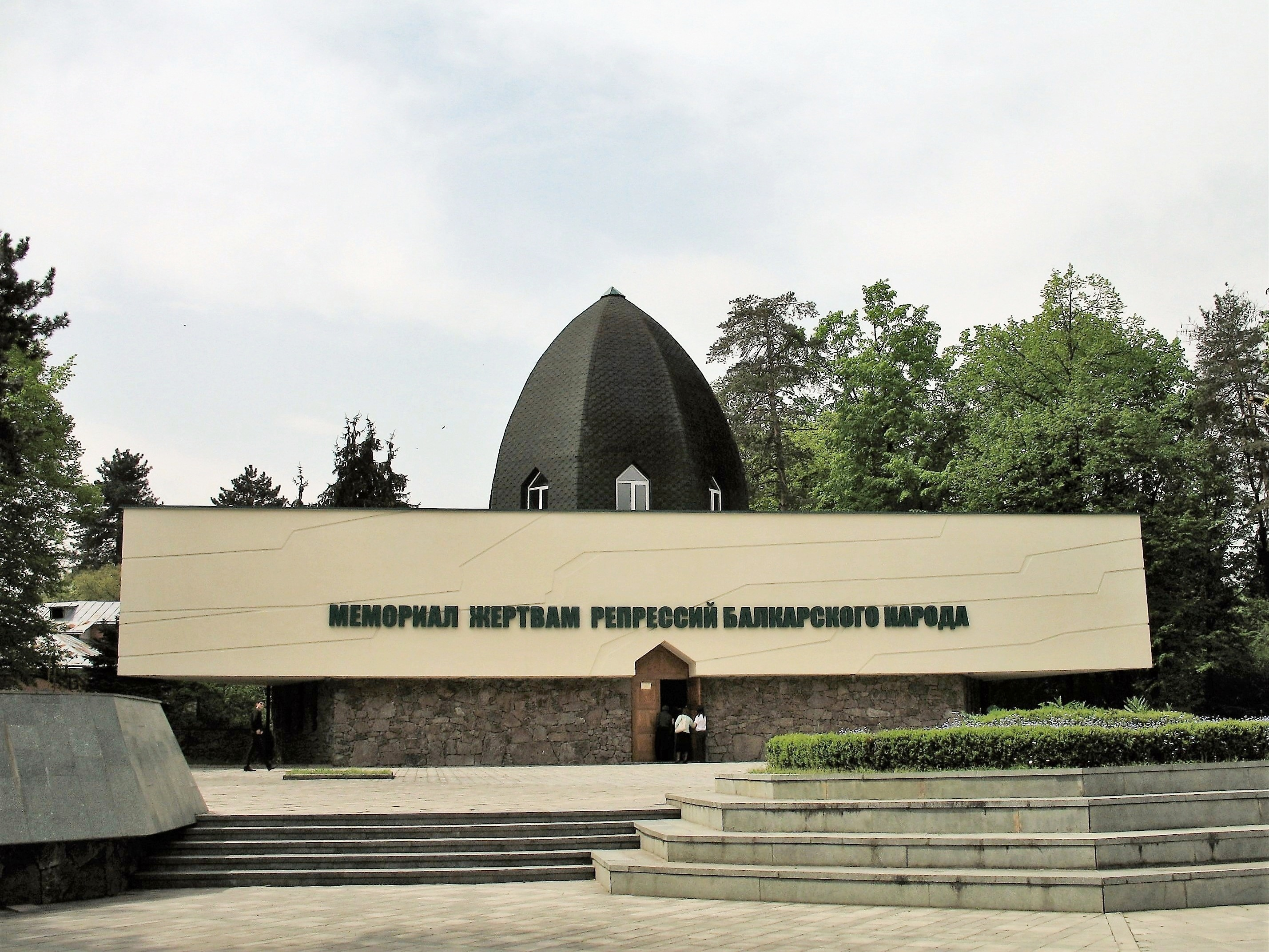
Memorial das Vítimas da Deportação, Naltchik, KBR, Rússia

O sucessor de Stalin, Nikita Khrushchov, fez um discurso secreto no Congresso do Partido em 24 de fevereiro de 1956, condenando essas deportações stalinistas. Como as outras pessoas reabilitadas, os bálcaros foram autorizados a retornar do exílio para sua terra natal. Eles encontraram suas casas e fazendas saqueadas e em ruínas. Enquanto 64 milhões de rublos foram alocados para ajudar os bálcaros na reconstrução de suas moradias, eles nunca receberam uma compensação financeira total por suas propriedades perdidas ou sofrimento no exílio.
O censo soviético de 1959 contabilizou 42.408 bálcaros, dez mil a menos que na deportação. Alguns bálcaros sustentam que seu status de autonomia ainda não está resolvido.